# Ayas Mehmed Paša
Ayas Mehmed Paša (1483–1539) byl osmanský státník a velkovezír v letech 1536–39. Narodil se v Albánii a pocházel z regionu Himäre. Jeho otec pocházel z Shkodry, severní Albánie, a matka byla z Vlory, jižní Albánie. Odešel do Istanbulu v době, kdy zde žil jeho otec a zařadil se do systému Devşirme (kvůli křesťanskému původu) a stal se janičárským agou. Účastnil se bitvy na Čaldiránské rovině (1514) a Osmansko-Mamlúcké války. V letech 1520–21 byl beylerbeyem Anatolie a guvernérem Damašku. Během vlády sultána Sulejmana I. sloužil jako beylerbey Rumélie a po obléhání Rhodu v roce 1522 se stal i vezírem. Účastnil se mimo jiné i bitvy u Moháče, obléhání Vídně a války v Iráku (1534–35).
V roce 1536 se po popravě Pargali Ibrahima Paši stal velkovezírem a byl jím až do své smrti v roce 1539. Během jeho funkčního období v roce 1537 podnikli Osmané výpravu na Korfu a napadli Habsburky ve Vídni. Jeho rodné Vlore spadlo pod naprostou nadvládu Osmanské říše a vznikl sandžak Delvina. Zemřel na mor v Istanbulu a byl pohřben v Eyüp v sultánově mešitě.